# Phaeoporotheleum bombycinum
Phaeoporotheleum bombycinum är en svampart som först beskrevs av Speg., och fick sitt nu gällande namn av W.B. Cooke 1961. Phaeoporotheleum bombycinum ingår i släktet Phaeoporotheleum och familjen Cyphellaceae.   Inga underarter finns listade i Catalogue of Life.